# Ilustre Cofradía de la Humildad de Nuestro Señor Jesucristo y Nuestra Señora de los Dolores del Rosario (Baeza)
La Ilustre Cofradía de la Humildad de Nuestro Señor Jesucristo y Nuestra Señora de los Dolores del Rosario de Baeza es una asociación pública de fieles de la Iglesia católica que se rige por los estatutos aprobados por el obispo de Jaén, Santiago García Aracil, el 7 de diciembre de 1995. Rinde culto a Jesús en el misterio de su presentación por Pilato al pueblo bajo la advocación de La Humildad y a la Virgen Dolorosa bajo la advocación de los Dolores del Rosario, con cuyas imágenes celebra procesión de penitencia el Jueves Santo por la tarde desde su sede canónica de la parroquia de El Salvador. Desde 1988 tiene por hermana mayor honoraria a la Academia de Guardias y Suboficiales de Baeza.

## Historia

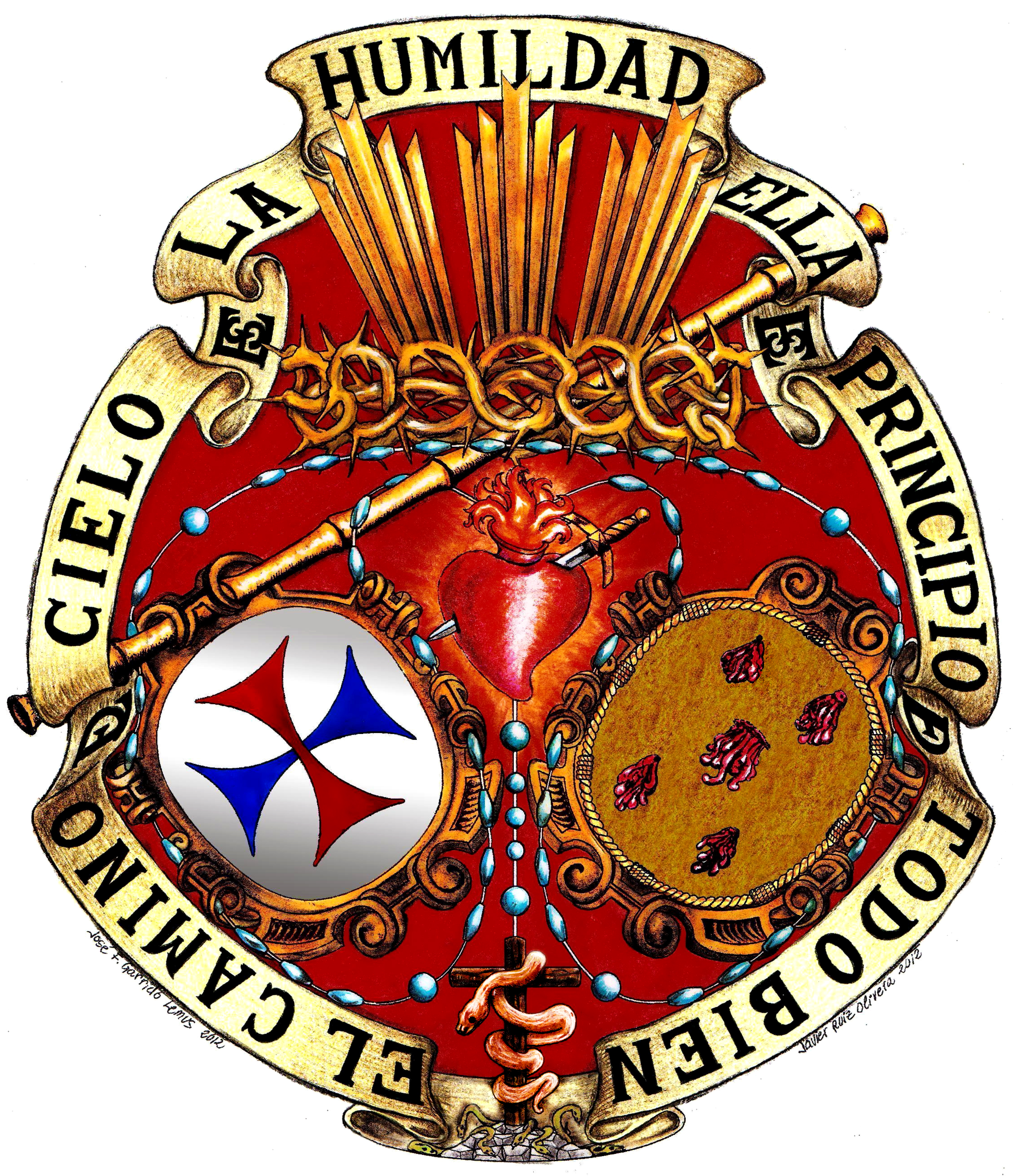
Emblema del 450 aniversario fundacional (2013)

La hermandad fue erigida en 1563, por lo que en el año 2013 celebra el cuatrocientos cincuenta aniversario de su fundación. He aquí como resume la profesora María Antonia Carmona Ruiz la historia de la hermandad y la aprobación de sus primeras reglas (de las que, perdido el manuscrito original, solo se conserva copia fechada el 27 de marzo de 1797): 

La Cofradía del Santísimo Cristo de la Humildad y Nuestra Señora de los Dolores se fundó en el convento de la Santísima Trinidad de los trinitarios calzados, siendo trasladada al de San Francisco en 1602, y, al quedar éste abandonado en el siglo XIX, pasó a la parroquia del Salvador, donde tiene actualmente su sede. Sus primitivas Reglas datan del 10 de febrero de 1563, siendo aprobadas por don Ruy López de Gamarra, deán y canónigo de Jaén, el 7 de octubre de 1565, encontrándose la sede vacante, y confirmadas el 14 de febrero de 1567 por el obispo de Jaén, don Francisco Delgado.

Las reglas fundacionales, en su capítulo quinto, prescriben así la proçessión que se a de hazer el Jueues Santo de cada vn año:

- Otrosí, hordenamos que en cada vn año para siempre jamás todos los cofrades desta sancta Cofradía sean obligados a venir el Jueues Sancto de cada vn año al monasterio de la Sanctíssima Trinidad desta çibdad de Baeça a la vna después de medio día con sus túnicas blancas, capillas y cordones y disçiplinas los que son de sangre y los de luz con sus candelas, para andar las siete iglesias en proçessión y disçiplina, las quales serán las que el mayordomo y offiçiales señalaren y anden, de manera que a las çinco de la tarde ayan buelto al dicho monesterio. La qual dicha proçessión se a de hazer en reuerençia de la humildad que Nuestro Señor Jesuchristo tuuo con sus disçípulos después de auer çenado con ellos en humillarse para lauarles los pies, como lo cuenta sant Juan en el capítulo XIII. (...)
- La horden que a de auer en la dicha proçessión.

1. Primeramente, a de yr en la delantera vn pendón, el mejor que pudiéremos hazer, con vna cruz e<n>çima de la vara, de la vna parte pintado vn Christo lauando los pies a sus disçípulos, y de la otra parte vna corona despinas, y en medio, la cruz de la Sanctíssima Trinidad.
2. Iten, en medio de la dicha proçessión a de yr en unas andas vn Christo coronado con la corona de espinas, fecho de bulto, el más deuoto que pudiéremos hazer.
3. Iten, en lo vltimo de la dicha proçessión an de yr con otras andas con la ymagen de Nuestra Señora, donde yrán los clérigos cantando el psalmo de Miserere Mei…

Según el historiador Rafael Rodríguez-Moñino, en 1651 el citado pendón de El Lavatorio ya se había convertido en un paso escultórico compuesto por sendas imágenes de Cristo y s. Pedro; paso con el que se constituyó la cofradía de El Mandato en el siglo XIX: 

Según (...) Ortega Sagrista, el 18 de mayo de 1882 se constituye en la iglesia parroquial del Salvador la cofradía de Nuestro Padre Jesús del Mandato para honrar y dar culto a la imagen que se veneraba en esta iglesia, y que representaba al Divino Salvador en el acto de lavar los pies a sus discípulos. Se nombró mayordomo interino a don Francisco Suárez. Los Estatutos, que se conservan en la catedral (por nuestra parte no hemos hallado los mencionados Estatutos en los fondos del archivo catedralicio), fueron aprobados el 27 de junio de 1882 por el gobernador eclesiástico de la diócesis, señor Muñoz. Y añade Ortega que la fiesta mayor de Estatutos se celebraba el 25 de julio, día de Santiago Apóstol; asimismo, la procesión penitencial, el Domingo de Ramos por la tarde.

De todas las imágenes a las que en algún momento rindió culto la hermandad solo la del Ecce Homo sobrevivió a las pérdidas ocasionadas por la Guerra Civil. Tras esta, la cofradía de La Humildad ha continuado sus cultos sin interrupción, mientras la hermandad de El Mandato, perdidas sus imágenes, no ha vuelto a resurgir.

## Pasos

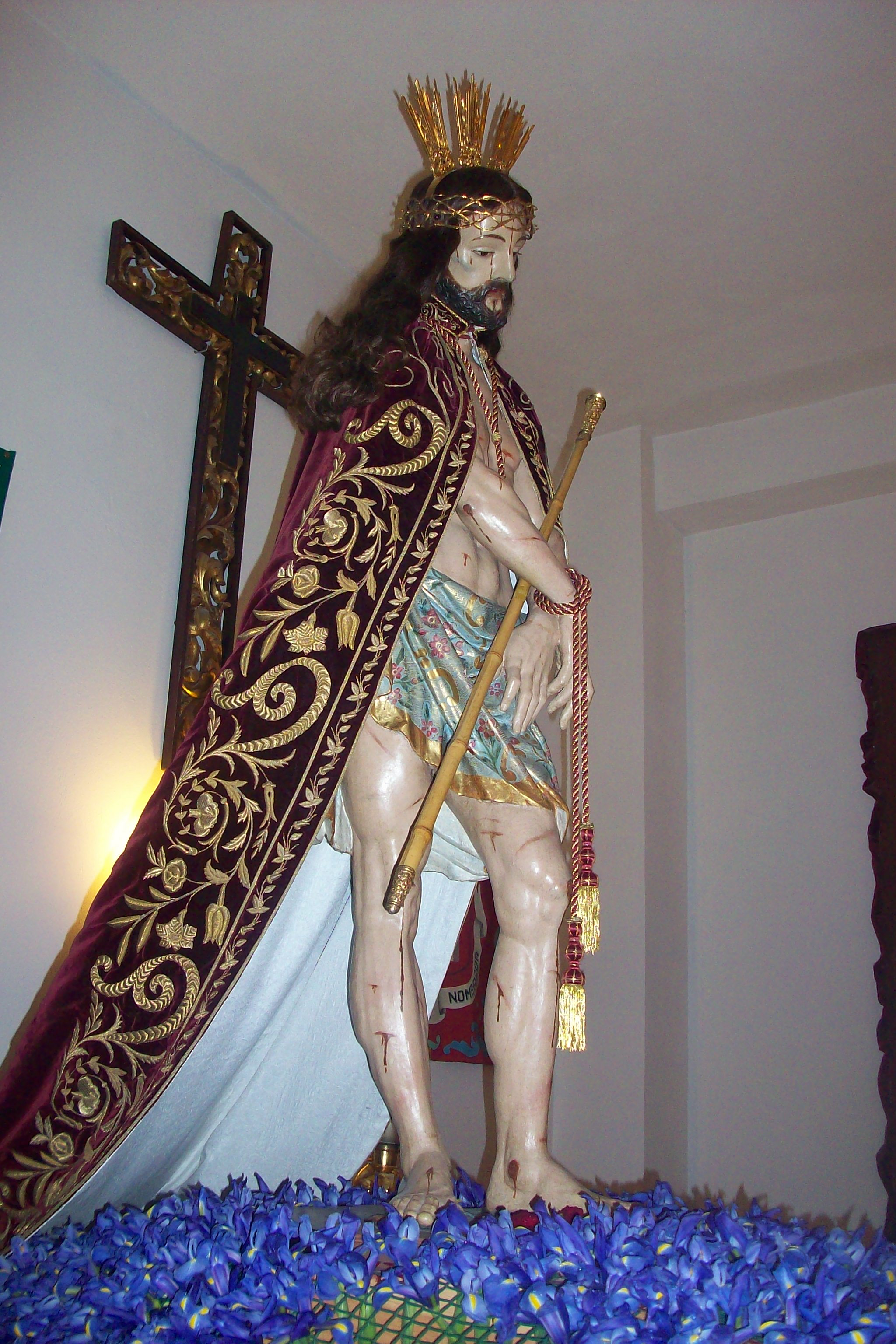
Imagen del Cristo de la Humildad preparada para su salida procesional

### Paso de Cristo
El profesor José P. Cruz Cabrera dice lo siguiente de la imagen de Cristo venerada por la hermandad: 

El Cristo de La Humildad es una de las primeras formalizaciones procesionales de la iconografía del Ecce Homo, y aunque parece una correcta divulgación de los estilemas tardomanieristas de Pablo de Rojas, su desigual calidad sugiere la intervención en el último tercio del s. XVI de algún maestro bajo el influjo de aquel creador de la imaginería andaluza, bien en el nucleo giennense -Cristóbal Téllez, Salvador de Cuéllar, un temprano Sebastián de Solís-, bien en el taller ubetense de Luis de Zayas.

La imagen posee una valiosa capa decimonónica de terciopelo de Lyon bordada en oro, y desde 2013 procesiona a hombros de una cuadrilla de veintiocho hermanos portadores sobre canasto neobarroco alumbrado por candelabros de guardabrisas. El mismo fue tallado en Jaén por Pajares Vilches en 1949, y dorado en la misma ciudad por Fernando Baldoy Ortega en 1992. Cuenta con decoración vegetal y figurativa, entre la que destacan los ángeles mensulados de las esquinas, el emblema tradicional de la hermandad en el frontal y la heráldica municipal en la trasera.

### Paso de Palio

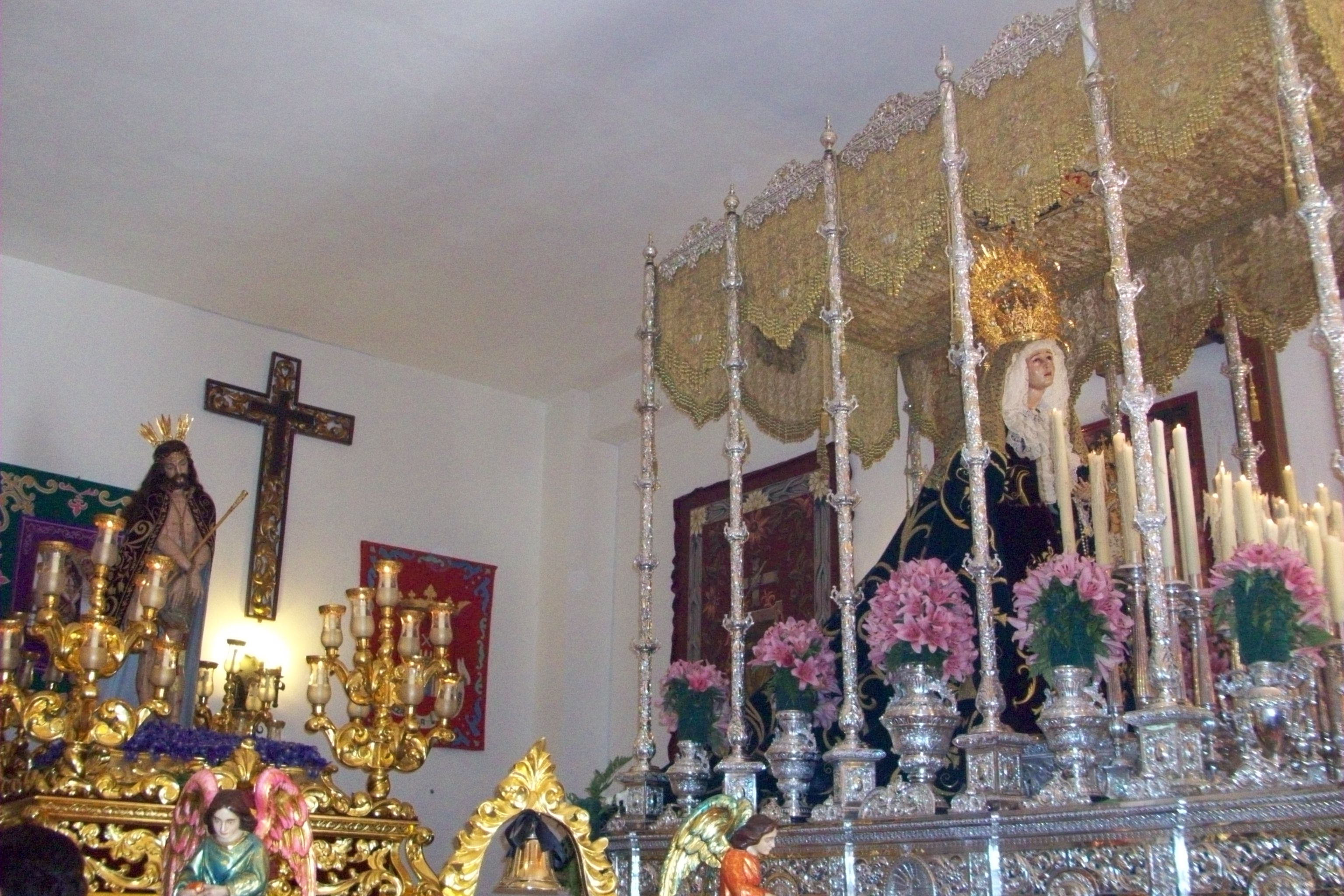
Paso de Cristo y Paso de Palio en el salón de tronos de la casa de hermandad

La imagen de Virgen dolorosa a la que da culto la hermandad fue ejecutada por el sevillano Manuel Hernández León en 1988. Es portada por una cuadrilla de treinta y cinco hermanos portadores. En el paso destaca el respiradero neorrenacentista en metal plateado realizado, entre 1993 y 1994, por el sevillano Manuel de los Ríos, y ampliado en 2011 por el orfebre de Ciudad Real Orovio de la Torre. Cuenta con decoración figurativa entre la que destacan los ángeles mancebos de las esquinas y las imágenes alojadas en sus tres hornacinas; a saber: la Virgen del Pilar (patrona de la Guardia Civil) en el frontal, y Ntra. Sra. del Alcázar y San Andrés Apóstol (patrones de Baeza) en los laterales. Por su parte, la gloria del palio cuenta con una pintura de la Santísima Trinidad (copia del relieve que preside el acceso al claustro de la antigua universidad local) realizada en 2010 por el baezano Juan L. Perales Carmona. La pieza más destacada del ajuar de la dolorosa es la corona en plata sobredorada, plata, pedrería y marfil realizada en 1965 por el cordobés Rafael Díaz Roncero.

## Hábito e Insignias
Desde los sesenta del siglo XX el hábito de estatutos se componía de túnica y capirote de terciopelo rojo y cíngulo dorado a la cintura, con la adición posterior de la medalla corporativa al cuello. En 2015, sin embargo, se aprobó sustituir progresivamente este hábito por otro blanco compuesto de túnica de cola ceñida por cincho de abacá y capirote con emblema corporativo sobre el antifaz.  Además, y según costumbre tradicional en Andalucía, al celebrarse la procesión el Jueves Santo por la tarde mujeres ataviadas de mantilla acompañan el paso de la dolorosa.
Por su parte, las principales insignias de la corporación son:
- La Cruz de guía de Manuel de los Ríos (Sevilla 1996);
- El Libro de Reglas del mismo orfebre (Sevilla 2009);
- El estandarte cristífero, realizado en 2008 por los baezanos Juan L. Perales Carmona (pintor) y Francisco J. Perales Raya (bordador), con asta del sevillano Antonio Santos Rodríguez Campanario;
- El estandarte mariano, realizado por los mismos artífices en 2009.

## Cultos
Aparte la procesión penitencial del Jueves Santo, la cofradía celebra los siguientes actos de culto anuales:
- Eucaristía y rezo del rosario en la festividad de la Virgen del Rosario (octubre)
- Misa de requiem por los cofrades difuntos (noviembre)
- Triduo cuaresmal
- Fiesta de estatutos (julio)

Además, la eucaristía de la apertura del curso cofrade (octubre) celebrada por la Agrupación Arciprestal de Cofradías de Baeza concluye con procesión y rezo del rosario acompañando a la imagen de Nuestra Señora de los Dolores del Rosario.

## Patrimonio musical
- Marcha Cristo de la Humildad de Martín Morales Lozano (1981)
- Marcha Dolores de Francisco Morales Lozano (1995)
- Marcha Por siempre... Rosario de Daniel López Martín (2015)
- Marcha En el Salvador de Daniel López Martín (2016)
- Marcha Legado de Humildad de Daniel López Martín (2016)

## Instituciones paralelas
Están formadas principalmente por miembros de la hermandad y tienen una participación destacada en sus cultos:
- El Coro Romero de la Humildad
- La Banda de Cornetas y Tambores Dolores del Rosario[7]

## Paso por Carrera Oficial
| Predecesor: El Rescate | Orden de entrada en Carrera Oficial (Jueves Santo) Segundo Lugar | Sucesor: El Calvario |